# محمد بن يحيى حميد الدين
محمد بن يحيى حميد الدين (ولد في 1839 في صنعاء - توفي في 4 يونيو 1904 في قفلة عذر) إمام الدولة الزيدية في اليمن من 1890 إلى 1904. قاد حركة مقاومة لطرد العثمانيين من اليمن طوال فترة حكمه.

## اندلاع التمرد
كان محمد من سلالة مؤسس الدولة الزيدية في اليمن الإمام المنصور القاسم (توفي عام 1620). في منتصف العمر كرجل دين شهد الاحتلال العثماني للمرتفعات اليمنية في عام 1872. في عام 1876 ألقي القبض على محمد وغيره من الزعماء الدينيين في صنعاء من قبل الأتراك بسبب خلاف مع السلطات العثمانية. نقلوا إلى الحديدة حيث وضعوا تحت المراقبة لمدة عامين. نجا محمد من النفي وعاد إلى صنعاء. وفي نفس الوقت كانت المقاومة الزيدية مستمرة من قبل الجماعات المحلية بما في ذلك أتباع الأئمة المتوكل المحسن (توفي عام 1878) والهادي شرف الدين (توفي عام 1890). لم تستطع هذه المقاومة تهديد الحكم التركي في صنعاء والأراضي الساحلية على الرغم من أن أجزاء كبيرة من المرتفعات لا تسيطر عليها الإدارة العثمانية.
بعد وفاة الهادي شرف الدين وافق العلماء الزيديون تنصيب شقيقه محمد إماما لعدم وجود مرشحين ملائمين. غادر محمد صنعاء متوجها إلى صعدة في الشمال حيث قاد المقاومة. كان لقبه الكامل الإمام المنصور بالله أحمد الدين محمد. حدث هذا في يوليو 1890 (أو في رواية أخرى مايو 1891). استغل محمد المال الوفير في خزانة سلفه لتسهيل قيادته. خصص رواتب من الحبوب والمال للعلماء وعمم الرسائل بين رجال القبائل. كان قادراً على إثارة معظم القبائل الشمالية ضد المسؤولين والجنود الأتراك. سيطر على عدد من المدن والحصون حول صنعاء مثل حجة، ذمار ويريم. في عام 1892 حوصرت صنعاء نفسها لفترة من الوقت من قبل القوات المتمردة. النجاحات الأولية لأتباع محمد أخفضت من هيبة الأتراك التي لا تحظى بشعبية بالفعل من خلال الابتزاز وسوء الإدارة.

## الأساس الديني للمقاومة
على الرغم من أن الأتراك كانوا قادرين على الغلبة إلا أنهم كانوا غير قادرين على استعادة زمام المبادرة العسكرية. تعزيز القوات لا تستطيع وقف توسع مجال نفوذ محمد. تكتيكات الكر والفر من قبل رجال القبائل أرهقت الجيوش العثمانية. أرسل السلطان عبد الحميد الثاني رسائل إلى محمد في عام 1891 و 1896 طالبا منه أن يقبل منحه راتباً ومرتبة عثمانية. رفض محمد بشكل قاطع العرض وأجاب أن هدفه لم يكن السلطة السياسية لذاتها وإنما تنفيذ الشريعة وحماية الناس من جشع المسؤولين وحظر استهلاك النبيذ والدعارة. وزعم أن المسؤولين الأتراك يعملون ضد التعاليم الإسلامية. وبعبارة أخرى كان محمد قادرا على تأطير المقاومة في حماية الدين ضد الأتراك العلمانيين الغربيين. واصلت المقاومة الإمامية مع ظهور حالات جديدة من القتال في عام 1898. في العام التالي سأل الإمام سلطان لحج في جنوب اليمن أن يطلب من البريطانيين في عدن الحماية إلا أن ذلك لم يؤدِ إلى أي نتائج. على الرغم من أن سلطته لا جدال فيها فقد كان محمد عموما قادراً على إحياء أمجاد الأئمة الأوائل القاسميين. وضع حد للقوانين العرفية في معظم المناطق القبلية الشمالية ومنح رواتب لرجال الدين والصدقات للأرامل والأيتام والمدرسين. توفي في عام 1904 تاركا ابنه الذي تم قبوله إماما خلفا له. الإمام الجديد يحيى أدى في نهاية المطاف إلى دفع الأتراك للخروج من اليمن في عام 1918.